# Deeveya bransoni
Deeveya bransoni is een mosselkreeftjessoort uit de familie van de Deeveyidae. De wetenschappelijke naam van de soort is voor het eerst geldig gepubliceerd in 1987 door Kornicker & Palmer.